# Toán học tính toán

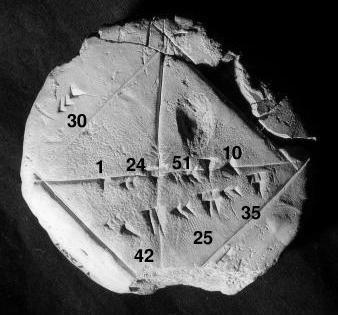
Một bản tái hiện màu đen và trắng của Máy tính bảng Yale Babylonia của Bộ sưu tập YBC 7289 (khoảng 1800 Tam giác cân. Máy tính bảng cũng đưa ra một ví dụ trong đó một cạnh của hình vuông là 30 và đường chéo kết quả là 42 25 35 hoặc 42.4263888.

Toán học tính toán bao gồm việc nghiên cứu toán học trong toán học cũng như trong các lĩnh vực khoa học, trong đó tính toán đóng vai trò trung tâm và thiết yếu, đó là hầu hết tất cả các môn khoa học, và nhấn mạnh các thuật toán, phương pháp số và tính toán tượng trưng.
Toán học ứng dụng tính toán bao gồm đại khái là sử dụng toán học để cho phép và cải thiện tính toán máy tính trong toán học ứng dụng. Toán học tính toán cũng có thể đề cập đến việc sử dụng máy tính cho chính toán học. Điều này bao gồm việc sử dụng máy tính để tính toán toán học (đại số máy tính), nghiên cứu những gì có thể (và không thể) được vi tính hóa trong toán học (phương pháp hiệu quả), những tính toán có thể được thực hiện với công nghệ hiện tại (lý thuyết phức tạp) và bằng chứng nào có thể thực hiện trên máy tính (trợ lý chứng minh).

## Các lĩnh vực của toán học tính toán
Toán học tính toán nổi lên như một phần khác biệt của toán học ứng dụng vào đầu những năm 1950. Hiện tại, toán học tính toán có thể tham khảo hoặc bao gồm:
- Khoa học tính toán, còn được gọi là khoa học tính toán hoặc kỹ thuật tính toán
- Giải các bài toán bằng mô phỏng máy tính trái ngược với các phương pháp phân tích toán học ứng dụng
- Phương pháp số được sử dụng trong tính toán khoa học, ví dụ đại số tuyến tính số và giải pháp số của phương trình vi phân từng phần
- Các phương pháp ngẫu nhiên,[2] như phương pháp Monte Carlo và các đại diện khác của tính không chắc chắn trong tính toán khoa học
- Toán học tính toán khoa học,[3][4], đặc biệt là phân tích số, lý thuyết về phương pháp số
- Độ phức tạp tính toán
- Đại số máy tính và hệ thống đại số máy tính
- Nghiên cứu có sự trợ giúp của máy tính trong các lĩnh vực khác nhau của toán học, như logic (chứng minh định lý tự động), toán học rời rạc, tổ hợp, lý thuyết số và cấu trúc liên kết đại số tính toán
- Mật mã học và bảo mật máy tính, đặc biệt bao gồm nghiên cứu về kiểm tra tính nguyên thủy, nhân tố hóa, đường cong elip và toán học của blockchain
- Ngôn ngữ học tính toán, sử dụng các kỹ thuật toán học và máy tính trong ngôn ngữ tự nhiên
- Hình học đại số tính toán
- Lý thuyết nhóm tính toán
- Hình học tính toán
- Lý thuyết số tính toán
- Cấu trúc liên kết tính toán
- Thống kê tính toán
- Lý thuyết thông tin thuật toán
- Lý thuyết trò chơi thuật toán
- Kinh tế toán học, việc sử dụng toán học trong kinh tế, tài chính và, đến một số phạm vi nhất định, của kế toán.